# Jastrząb (gemeente)
De gemeente Jastrząb is een landgemeente in het Poolse woiwodschap Mazovië, in powiat Szydłowiecki.
De zetel van de gemeente is in Jastrząb.
Op 30 juni 2004 telde de gemeente 5059 inwoners.

## Oppervlakte gegevens
In 2002 bedroeg de totale oppervlakte van gemeente Jastrząb 54,79 km², waarvan:
- agrarisch gebied: 78%
- bossen: 11%

De gemeente beslaat 11,68% van de totale oppervlakte van de powiat.

## Demografie
Stand op 30 juni 2004:
| Omschrijving                   | Totaal | Totaal | Vrouwen | Vrouwen | Mannen | Mannen |
| ------------------------------ | ------ | ------ | ------- | ------- | ------ | ------ |
| eenheid                        | aantal | %      | aantal  | %       | aantal | %      |
| inwoners                       | 5059   | 100    | 2585    | 51,1    | 2474   | 48,9   |
| bevolkingsdichtheid (inw./km²) | 92,3   | 92,3   | 47,2    | 47,2    | 45,2   | 45,2   |

In 2002 bedroeg het gemiddelde inkomen per inwoner 1387,28 zł.

## Administratieve plaatsen (sołectwo)
Gąsawy Plebańskie, Gąsawy Rządowe, Gąsawy Rządowe-Niwy, Jastrząb, Kolonia Kuźnia, Kuźnia, Lipienice (sołectwa: Lipienice Górne en Lipienice Dolne), Orłów, Nowy Dwór, Śmiłów, Wola Lipieniecka Mała, Wola Lipieniecka Duża.

## Aangrenzende gemeenten
Mirów, Orońsko, Szydłowiec, Wierzbica